# لاله بهار
لاله بهار نام آلبوم موسیقی است در دستگاه شور و آواز دشتی، با نوازندگی و آهنگسازی پرویز مشکاتیان و آواز شهرام ناظری. در این اثر مشکاتیان سرپرست گروه عارف نیز بود. لالهٔ بهار در سال ۱۳۶۲ اجرا و در سال ۱۳۶۵ منتشر شد.

## توضیح اثر

### هنرمندان
- آواز: شهرام ناظری
- آهنگساز و سرپرست گروه: پرویز مشکاتیان

#### گروه عارف
- سنتور: پرویز مشکاتیان
- کمانچه: علی‌اکبر شکارچی، اردشیر کامکار
- تنبک: ناصر فرهنگ‌فر
- نی: جمشید عندلیبی
- تار: حمید متبسم، ارشد طهماسبی
- بم‌تار: فرخ مظهری
- بربط: محمد فیروزی

### فهرست

#### روی اول
- لاله بهار
  - موسیقی: پرویز مشکاتیان
  - قصیده: ملک‌الشعرای بهار

#### روی دوم
- مرا عاشق شورانگیز
  - موسیقی: پرویز مشکاتیان
  - غزل: مولوی

### ترانه ها
1. لالهٔ بهار، شعر از شهريار
2. لاله، شعر از ملک‌الشعرا بهار
3. مرا عاشق، شعر از مولوی
4. ساز و آواز، شعر از ه.ا.سايه

## منبع
- پایگاه مجازی دلنوازها